# Bo Högberg
Bo Högberg (* 18. Oktober 1938 in Göteborg; † 8. November 2005) war ein schwedischer Boxer. Er war Europameister der Berufsboxer im Halbmittelgewicht.

## Werdegang

### Amateurlaufbahn
Bo Högberg, begann als Jugendlicher in Göteborg mit dem Boxen. Bereits mit 17 Jahren wurde er schwedischer Meister bei den Senioren im Leichtgewicht. Diesem Titel folgten noch zwei weitere im Halbmittelgewicht. Den letzten Amateur-Titel gewann er 1962. In diesem Jahr startete er auch in einem Länderkampf Schweden gegen Finnland und gewann dabei im Halbmittelgewicht über Pöyhonen nach Punkten. Insgesamt bestritt Bo Högberg 72 Amateurkämpfe, von denen er 60 gewann.

### Profilaufbahn
Bosse Höberg unterschrieb 1962 ein Profivertrag bei Manager und Promoter Mogens Palle. Er bestritt seinen ersten Profikampf am 15. April 1962 in Stockholm, den er gegen den Niederländer Christian Kok nach Punkten gewann. Am 22. Februar 1963 bezwang er u. a. den Deutschen Heini Freytag aus Offenbach durch techn. KO in der 3. Runde und erlitt am 22. Juni 1963 in Karlstad nach zwölf siegreichen Kämpfen in Folge gegen den Engländer Harry Scott seine erste Niederlage. In diesem Kampf lief er noch in der 1. Runde in einen rechten Haken Scotts und ging KO.
In den nächsten 14 Kämpfen war er aber wieder siegreich. Er erkämpfte sich dadurch das Herausforderungsrecht an den amtierenden Europameister im Halbmittelgewicht, den Italiener Bruno Visintin. Der Kampf Högberg gegen Visintin um die EBU-Europameisterschaft fand am 1. Januar 1966 in Kopenhagen statt und wurde von Bo Höbgerg durch techn. KO in der 7. Runde gewonnen. Er war damit neuer EBU-Europameister im Halbmittelgewicht.
Am 11. Februar 1966 verteidigte Bo Högberg diesen Titel gegen den Franzosen Yolande Leveque. Högberg erzielte gegen Leveque gleich in der 1. Runde einen Niederschlag bis acht und dominierte in der ersten Kampfeshälfte klar das Geschehen im Ring. Je länger aber der Kampf dauerte, desto besser wurde Leveque. Högberg musste zweimal Zeit nehmen und in der 14. Runde brach der Kampfrichter den Kampf zu Gunsten von Leveque ab. Bo Högberg musste also seinen EM-Titel schon nach 42 Tagen wieder abgeben.
Am 1. Juli 1966 besiegte er in Stockholm vor 12.000 begeisterten Zuschauern den bis dahin ungeschlagenen deutschen Meister Werner Mundt aus Dortmund durch KO in der 9. Runde und erkämpfte sich damit erneut das Herausforderungsrecht an Sandro Mazzinghi aus Italien, der zwischenzeitlich neuer Europameister im Halbmittelgewicht geworden war. Der EM-Kampf Högberg gegen Mazzinghi fand am 11. November 1966 in Stockholm statt und Mazzinghi gewann diesen Kampf durch techn. KO in der 14. Runde. Der Versuch Högbergs, erneut Europameister zu werden, war also gescheitert.
Bo Högberg war ein beim schwedischen Publikum wegen seines harten und kompromisslosen Kampfstils ungemein beliebter Boxer. Er trainierte hart und war im Ring ein richtiger „Gladiator“. So extrem, wie seine Kampfesweise war aber auch sein Leben außerhalb des Ringes. Er kam deshalb 1968 mit dem Gesetz in Konflikt und war bis 1970 inhaftiert. Ab 1970 war das Berufsboxen in Schweden für mehrere Jahre verboten. Bo Högberg, wollte aber aus finanziellen Gründen wieder boxen. Er bestritt deshalb im Jahre 1973 in Palma zwei Kämpfe gegen spanische Boxer, die er aber beide verlor. Danach stieg er nicht wieder in den Ring.

## Leben außerhalb des Rings
Bo Höbgerg war dreimal verheiratet. Mit Birgit Johansson, der Sängerin Anita Lindblom und Liz Öberg. Aus diesen drei Ehen hatte er einen Sohn und eine Tochter. Im Jahre 2004 verfilmte ein schwedischer TV-Regisseur das Leben von Bo Högberg, in dem auch die extreme Lebensweise von Bo Högberg, viele Frauen, viele Autos und viel Alkohol, dargestellt wurde. Bo Högberg nahm das mit einem Lächeln hin. Er ist schon 2005 an Krebs verstorben.